# Calliphora simulata
Calliphora simulata är en tvåvingeart som beskrevs av Malloch 1932. Calliphora simulata ingår i släktet Calliphora och familjen spyflugor. Inga underarter finns listade i Catalogue of Life.